# رينيرت
رينيرت واسمه الأصلي جوزيف رينيرتس (24 يوليو 1955 - 5 نوفمبر 2020)، هو مُغني وكاتب أغاني بلجيكي، اشتهر بمشاركته عام 1988 في مسابقة الأغنية الأوروبية.

## روابط خارجية
- رينيرت التسجيلات من ديسكاغز.كوم